# جیم دیویس (هنرپیشه)
جیم دیویس (انگلیسی: Jim Davis؛ ۲۶ اوت ۱۹۰۹ – ۲۶ آوریل ۱۹۸۱) یک هنرپیشه اهل ایالات متحده آمریکا بود.

## مرگ
دیویس در خانه خود در نورتریج، کالیفرنیا  درگذشت.  